# Louis-José Houde
Pour les articles homonymes, voir Houde.
Louis-José Houde (né le 19 octobre 1977 à Saint-Apollinaire) est un humoriste, animateur et acteur québécois, diplômé de l'École nationale de l'humour en 1998.
Louis-José Houde a effectué ses études secondaires au Collège Charles-Lemoyne et a été diplômé en 1995.

## Spectacles et tournées

### Premier one man show
Louis-José Houde a fait le tour de la province avec son premier spectacle solo éponyme sorti en 2002, qui sera présenté 500 fois sur une période de 3 ans et 10 mois. En avril 2006, il met fin à la tournée de son premier one man show qui a vendu plus de 300 000 billets. Le DVD de son one man show enregistré à l'Olympia de Montréal est sorti en 2007. Ce dernier est accompagné d'un CD audio de son spectacle enregistré à Moncton (Plus de 60 000 copies vendues à ce jour). Il a aussi sorti un livre, à la suite de sa première tournée, dans lequel les textes de son premier spectacle sont présentés.

### Suivre la parade
Il commence une série de quarante spectacles de rodage pour Suivre la parade à l’auditorium du Cégep de l’Outaouais, du 6 juillet au 15 septembre 2007. Le 7 février 2008, il lance  son deuxième one man show au théâtre Maisonneuve de la Place des Arts. Après une tournée de plus de 400 spectacles, il fait son dernier spectacle le 27 février 2010 au théâtre St-Denis devant un auditoire composé de membres de son fan club seulement.

### Les heures verticales
Ce nouveau spectacle est précédé d'une série de 34 spectacles de rodage à l'auditorium du cégep[Quoi ?] de l'Outaouais du 5 juillet au 8 septembre 2012. Ce troisième one man show est lancé le 13 février 2013 au théâtre Maisonneuve de la Place des Arts.
Louis-José a complété la tournée de son troisième one man show, intitulé Les heures verticales, en décembre 2015.

### Préfère novembre
Il entreprend à l'été 2017 le rodage de son quatrième spectacle : Préfère novembre. Ce quatrième spectacle solo est officiellement lancé le 29 novembre à l'Olympia de Montréal.

### Mille mauvais choix
Il lance le 30 novembre 2021 son cinquième spectacle : Mille mauvais choix. C'est d'ailleurs après sa tournée, en décembre 2022 qu'il décide de prendre une année sabbatique.

### Tu n'es pas spécial - (Le show caché 3)
À l'origine un spectacle offerts aux abonnés de son infolettre et son fan club, ce troisième «show caché» fut bonifié pour devenir officiellement son sixième one man show. Présenté de 2024 à 2025, la majorité des représentations ont eu lieu en résidence au théâtre le Gesù, mais Louis-José a également fait une tournée au Québec, ainsi que dans quelques villes au travers le Canada.

### Autres
Louis-José Houde a participé à plusieurs événements humoristiques au Québec. Il a participé au Grand Rire de Québec et au festival Juste pour rire. Il a aussi participé au festival d'humour de Bierges en Belgique. À l'occasion de sa tournée canadienne au printemps 2012, il se produit notamment à la Cité des Rocheuses à Calgary.
Louis-José Houde a fêté sa 18e année à la barre du Gala de l'ADISQ lors de la 45e édition, qui s'est tenue à la salle Wilfrid-Pelletier le dimanche 5 novembre 2023.

## Télévision et film
En plus de se produire sur scène, Louis-José Houde a participé à quelques productions télévisuelles, dont les publicités de Loblaws. Il a été chroniqueur à l’émission Fun Noir à TQS avec Normand Brathwaite (août 2001 - mai 2003). On a pu le suivre en tournée dans Louis-José Houde : à suivre et le voir animer les émissions Dollaraclip à MusiquePlus et Ici Louis-José Houde à Radio-Canada.
Louis-José Houde fait sa première apparition au cinéma en 2006 dans le film à succès Bon Cop, Bad Cop. En 2009, il obtient le premier rôle pour le film De père en flic au côté de Michel Côté. Il reprend son rôle en 2017, dans la suite De père en flic 2.
Également, pendant dix-huit ans, Louis-José Houde est l'animateur du Gala de l'ADISQ. Étant cependant prêt à quitter ce rôle, l'humoriste a annoncé que l'édition 2023 du gala serait en effet sa dernière participation. Sophie Morasse, la directrice par intérim de Radio-Canada a remercié le travail que Louis-José Houde a effectué pour cet évènement québécois emblématique.

## Loisirs
Passionné de la batterie, il joue de cet instrument depuis longtemps. En 2015, il cofonde le Bordel Comédie Club avec cinq autres humoristes québécois.

## Récompenses
Louis-José Houde a gagné plusieurs Olivier au cours de sa carrière. Il remporta ses premiers trophées en 2002 comme Découverte de l'année et Auteur de l'année.
Il a aussi reçu plusieurs prix Gémeaux pour son émission Ici Louis-José Houde et pour ses animations aux galas de l'ADISQ, ainsi que des Félix pour ses spectacles.
Louis-José Houde a également gagné ses quatre premiers trophées KARV, l'anti.gala en 2004. Depuis, il a cumulé les trophées à cet anti gala, dont le trophée hommage en 2015.
Le 16 juin 2025, le Mouvement national des Québécoises et des Québécois (MNQ) lui accorde le prix Artisan de la Fête nationale, afin de souligner sa contribution à la culture québécoise et à la valorisation de la langue française.

### Prix Olivier - Gala des Olivier
- 2002 - Découverte de l'année
- 2002 - Auteur de l'année (pour le spectacle de Sylvain Larocque)
- 2003 - Spectacle d'humour de l'année
- 2003 - Auteur de l'année
- 2003 - Performance scénique de l'année
- 2003 - Numéro d'humour de l'année (L'alphabet)
- 2005 - Spectacle le plus populaire
- 2006 - Spectacle d'humour le plus populaire
- 2007 - DVD d'humour de l'année
- 2008 - Olivier de l'année
- 2009 - Auteur de l'année
- 2009 - Spectacle le plus populaire (Suivre la parade)
- 2009 - Spectacle d'humour de l'année (Suivre la parade)
- 2009 - Olivier de l'année
- 2010 - Olivier de l'année
- 2012 - Numéro d'humour de l'année (pour le numéro d'ouverture du gala ADISQ 2011)
- 2014 - Spectacle le plus populaire (Les heures verticales)
- 2014 - DVD d'humour de l'année (Le show caché 2)
- 2015 - Spectacle le plus populaire (Les heures verticales)
- 2018 - Auteur de l'année / spectacle d'humour
- 2018 - Spectacle d'humour / meilleur vendeur de l'année (Préfère novembre)

### Prix Félix - Gala de l'ADISQ
- 2003 - Spectacle d'humour de l'année
- 2008 - Spectacle d'humour de l'année (Suivre la parade)
- 2009 - Album d'humour de l'année (Le show caché)
- 2011 - Album ou DVD de l'année - humour (Suivre la parade / Centre Bell 2008)
- 2013 - Spectacle de l'année - humour (Les heures verticales)
- 2014 - Album ou DVD de l'année - humour (Le show caché 2)

### Prix Gémeaux
- 2006 - Meilleure émission humour/variété : Ici Louis-José Houde
- 2006 - Meilleur texte émission humour/variété : Ici Louis-José Houde
- 2008 - Meilleure série humoristique  / Ici Louis-José Houde saison 2
- 2008 - Meilleure animation humour, variété / Gala de l’ADISQ 2007
- 2009 - Meilleure animation : humour, série ou spécial de variétés pour le Gala de l’ADISQ 2008
- 2010 - Meilleure animation : humour, série ou spécial de variétés pour le Gala de l’ADISQ 2009
- 2010 - Immortel de la télévision
- 2012 - Meilleure animation : humour, série ou spécial de variétés pour le Gala de l’ADISQ 2011
- 2013 - Meilleure animation : humour, série ou spécial de variétés pour le Gala de l'ADISQ 2012
- 2016 - Meilleure animation : humour, série ou spéciale de variétés pour le Gala de l'ADISQ 2015
- 2017 - Meilleure animation : humour, série ou spéciale de variétés pour le Gala de l'ADISQ 2016

### KARV, l'anti.gala
- 2004 - Toutes catégories confondues, l'artiste qui vous fait le plus triper
- 2004 - La personnalité québécoise que vous voudriez comme premier ministre du Québec
- 2004 - L'artiste québécois que vous aimeriez avoir comme père
- 2004 - Vous pissez dans vos culottes quand vous le voyez ou l'artiste le plus drôle
- 2005 - Vous pissez dans vos culottes quand vous le voyez ou l'artiste le plus drôle
- 2005 - L'artiste québécois que vous aimeriez avoir comme père
- 2006 - Vous pissez dans vos culottes quand vous le voyez ou l'artiste le plus drôle
- 2006 - L'artiste québécois que vous aimeriez avoir comme père
- 2008 - Quelqu'un/quelque chose qui vous fait vraiment rire
- 2009 - L'artiste qui ferait même rire Bob Gainey
- 2010 - J'aimerais que cet artiste soit le frère de mon père pour enfin rire d'une joke de mononcle
- 2010 - L'artiste qui a le plus de nominations depuis les débuts de Karv l'anti gala
- 2012 - Si faire rire était illégal, il serait un dangereux criminel
- 2015 - Trophée hommage

## Discographie
- 2006 : Louis-José Houde à l'Olympia de Montréal
- 2006 : Louis-José Houde au Moncton High
- 2007 : Le show caché
- 2010 : Suivre la parade
- 2013 : Le show caché 2
- 2015 : Les heures verticales

## Filmographie
- 2004 : Je n'aime que toi
- 2006 : Bon Cop, Bad Cop
- 2008 : Le Grand Départ
- 2009 : De père en flic
- 2010 : Le baiser du barbu
- 2011 : Le Sens de l'humour
- 2017 : Ça sent la coupe
- 2017 : De père en flic 2
- 2019 : Menteur